# Ruska zasedba Sibirije
Rusko osvajanje Sibirije se je dogajalo v 16. in 17. stoletju, ko je Sibirski kanat postal ohlapna politična struktura vazalov, ki so jih spodkopavale dejavnosti ruskih raziskovalcev. Čeprav so bili Rusi številčnejši, so na več družinskih plemen pritiskali, da so spremenili zvestobo in ustanovili oddaljene utrdbe, iz katerih so izvajali napade. Da bi se zoperstavil temu, je Kučum kan poskušal centralizirati svojo vladavino tako, da je svojim subjektom vsiljeval islam in reformiral svoj aparat za pobiranje davkov.

## Osvojitev Sibirskega kanata
Okoli leta 1577 so Semyon Stroganov in drugi sinovi Anikeya Stroganova najeli kozaškega vodjo po imenu Jermak, da bi zaščitil njihovo deželo pred napadi sibirskega kana Kučuma. Do leta 1580 so Stroganovi in Jermak prišli na idejo o vojaški odpravi v Sibirijo, da bi se borili proti Kučumu na njegovi zemlji.
Rusko osvajanje Sibirije se je začelo julija 1580, ko je okoli 540 kozakov pod Jermakom Timofejevičem vdrlo na ozemlje ljudstva Mansi, podrejenih sibirskemu Kučum kanu. Spremljalo jih je 300 litovskih in nemških sužnjev, ki so jih Stroganovi odkupili od carja. V letu 1581 je ta sila prešla ozemlje, imenovano Jugra, in pokorila mesta Mansev in Ostjakov. V tem času so zasegli tudi davek zbran za Kučma.
Po vrsti tatarskih napadov v maščevanje proti ruskemu napredovanju, so se Jermakove sile pripravile na akcijo za zavzetje sibirske prestolnice Qashliq. Napad se je začel maja 1582. Po tridnevnem boju na bregovih reke Irtiš je Jermak zmagal proti združeni vojski Kučum kana in šestih zavezniških tatarskih knezov. 29. junija so kozaške sile napadli Tatari, a so jih spet odvrnili.
Kan je ves september 1582 zbiral svoje sile za obrambo Qashliqa. Na rt Čjuvaš se je množično selila množica sibirskih Tatarov, Mansev in Ostjakov, da bi se branili pred napadi Kozakov. 1. oktobra je bil poskus napada Kozakov na tatarske trdnjave na rtu Čjuvaš zaustavljen. 23. oktobra so Kozaki poskušali četrtič, a so Tatari izvedli protinapad. Več kot sto Kozakov je bilo ubitih, vendar so njihove puške omogočile tatarski umik in zajetje dveh tatarskih topov. Kanove sile so se umaknile, Jermak pa je 26. oktobra vstopil v Qashliq (v bližini sodobnega Tobolska).
Kučum kan se je umaknil v stepo in v naslednjih nekaj letih reorganiziral svoje sile. 6. avgusta 1585 je v temni noči nenadoma napadel Jermaka in pobil večino njegove vojske. Podrobnosti se razlikujejo med ruskimi viri, ki trdijo, da je bil Jermak ranjen in poskušal pobegniti s plavanjem čez reko Vagaj, pritok reke Irtiš, vendar je utonil pod težo svoje verižne srajce. Ostanki Jermakovih sil pod poveljstvom Mešerjaka so se umaknili iz Qashliq in uničili mesto, ko so odšli. Leta 1586 so se Rusi vrnili in po tem, s pomočjo artilerije, pokorili Hante (v starejši literaturi Ostjake) in Manse, so v Tjumenu, blizu ruševin Qashliqa, pa ustanovili trdnjavo. Tatarska plemena, ki so bila pokorna Kučum kanu, so med leti 1584–1595 pretrpela več napadov Rusov, vendar Kučum kan ni bil ujet. Končno je bil avgusta 1598 poražen v bitki pri Urminu ob reki Ob. Med bojem so sibirsko kraljevo družino zajeli Rusi. Vendar je Kučum kan znova pobegnil. Rusi so njegove družinske člane odpeljali v Moskvo, kjer so ostali kot talci. Potomci kanove družine so postali znani kot knezi Sibirski, družina pa je preživela vsaj do konca 19. stoletja.
Kljub osebnemu pobegu je ujetje njegove družine končalo politične in vojaške dejavnosti Kučum kana, ki se je umaknil na ozemlja Nogajske horde na jugu Sibirije. Bil je v stiku s carjem in je zahteval, da mu majhno območje na bregovih reke Irtiš podeli kot njegovo gospostvo. To je car zavrnil in Kučumu predlagal, naj pride v Moskvo in se "tolaži" v službi carja. Vendar stari kan ni hotel trpeti takega prezira in je raje ostal v svojih deželah. Kučum kan je nato odšel v Buhharo in kot starec postal slep, ki je nekje okoli leta 1605 v izgnanstvu umrl. 

## Osvajanje in raziskovanje
Da bi podjarmili domorodce in zbrali jasak (davek), so na sotočjih večjih rek in potokov ter pomembnih prevoznih poti zgradili vrsto zimskih postojank (zimovie) in utrdb (ostrog). Prvi med njimi sta bili Tjumen in Tobolsk - prvo sta leta 1586 zgradila Vasilij Sukin in Ivan Miasnoi, drugo pa naslednje leto Danilo Čulkov. Tobolsk je postal živčno središče osvajanja. Na severu sta bila Berjozovo (1593) in Mangazeya (1600–01) zgrajena za podjarmljenje Nence, na vzhodu pa Surgut (1594) in Tara (1594), da bi zaščitili Tobolsk in pokorili vladarja Ostjakov, Narima. Med njimi je bila najbolj vidna Mangazeya, ki je postajala osnova za nadaljnje raziskovanje proti vzhodu.
Z napredovanje ob Ob in njegovih pritokih sta bila zgrajena ostroga Keck (1602) in Tomsk (1604). Keck sluzhilye liudi (vojaki) so leta 1605 dosegli Jenisej in se spustili na Sim; dve leti pozneje so se mangazejanski promyšlenniki (privatniki) in trgovci spustili ob reki Turuhan do sotočja z Jenisejem, kjer so ustanovili zimovie Turuhansk. Do leta 1610 so možje iz Turuhanska prišli do ustja Jeniseja in se povzpeli vse do Sima, kjer so se srečali z rivalskimi zbiralci davkov iz Kecka. Da bi zagotovili pokornost domorodcev, sta bila ustanovljena ostroga Jenisejsk (1619) in Krasnojarsk (1628).
Po kanovi smrti in razpadu vsakega organiziranega sibirskega upora so Rusi napredovali najprej proti Bajkalskemu jezeru, nato pa k Ohotskemu morju in reki Amur. Ko pa so prvič prišli do kitajske meje, so naleteli na ljudi, ki so bili opremljeni s topovi in tu so se ustavili.
Rusi so dosegli Tihi ocean leta 1639 . Po osvojitvi Sibirskega kanata (1598) je celotna severna Azija - območje, veliko večje od starega kanata - postala znana kot Sibirija, do leta 1640 pa so se vzhodne meje Rusije razširile več kot nekaj milijonov kvadratnih kilometrov. V nekem smislu je kanat živel v podružničnem naslovu car Sibirije, ki je postal del celotnega imperialnega sloga ruskih avtokratov.
Osvajanje Sibirije je povzročilo tudi širjenje bolezni. Zgodovinar John F. Richards je zapisal: »... dvomljivo je, da je celotna zgodnja moderna sibirska populacija presegla 300.000 ljudi. ... Nove bolezni so oslabile in demoralizirale avtohtone prebivalce Sibirije. Najslabše od teh so bile ošpice, ker je bilo hitro širjenje, visoka stopnja smrtnosti in trajna razkroj preživelih.... V 1650-ih so se preselile vzhodno od Jeniseja, kjer so odnesle do 80 odstotkov prebivalstva Tungusov in Jakutov. Število Jukagirjev se je zmanjšalo za 44 odstotkov. Bolezen se je hitro preselila iz skupine v skupino po Sibiriji.« 

### Izguba avtohtonega prebivalstva
Kozaki so po prihodu na območje, ki ga je zasedalo pleme domorodcev, sklenili mirovne pogovore s predlogom, da bi se podredili Belemu carju in plačali jasak, vendar ta pogajanja niso vedno vodila do uspešnih rezultatov. Ko so bile njihove ponudbe zavrnjene, so kozaki to dosegli s silo. Kozaki so ubili ljudi, kot sta Vasilii Pojarkov leta 1645 in Jerofei Habarov leta 1650, veliko ljudi, vključno pripadnike plemena Daur. 8.000 od prejšnjih 20.000 prebivalcev na Kamčatki je ostalo po prvem pol stoletja ruskega osvajanja . Dauri so sprva zapuščali svoje vasi, saj so prvič slišali za krutost Rusov, ko je prišel Habarov . Drugič, ko je prišel, so se Dauri odločili, da se namesto tega borijo proti Rusom, vendar so jih ruske puške pobile . V 17. stoletju so domorodna ljudstva v regiji Amur napadli Rusi, ki so postali znani kot rdečebradi.
V 1640-ih so bili Jakuti med ruskim napredovanjem v deželo ob reki Leni podvrženi nasilnim odpravam, in na Kamčatki v 1690-ih so bili po besedah zahodnega zgodovinarja Stephena Shenfielda Rusom podvrženi tudi Korjaki, Kamčadali in Čukči . Ko Rusi niso dobili od domorodcev zahtevane količine jaskaka, je jakutski guverner Piotr Golovin, ki je bil kozak, uporabljal mesne kljuke za obešanje domorodcev. V porečju Lene se je v 40 letih za 70 % zmanjšalo prebivalstvo Jakutov, posilstvo in zasužnjevanje sta bila uporabljena nad domačimi ženskami in otroki, da bi staroselce prisilili v plačilo jasaka.
Na Kamčatki so Rusi zatrli vstaje Itelmenov v letih 1706, 1731 in 1741, ko so bili Itelmenci na začetku oboroženi s kamnitim orožjem in so bili slabo pripravljeni in opremljeni, vendar so že drugič uporabili orožje s smodnikom. Rusi so se zoperstavili močnejšemu odporu, ko so od leta 1745–56 poskušali pokoriti s puškami in loki opremljene Korake. Ruski kozaki so se soočili z ostrim odporom in so se bili primorani umakniti, ko so neuspešno poskušali izbrisati Čukče z genocidom v letih 1729, 1730–1 in 1744–7. Ko so Čukči porazili Ruse leta 1729, je bil ruski poveljnik major Pavluckij odgovoren za rusko vojno proti Čukčem in množično pobijanje in zasužnjevanje njihovih žensk in otrok v letih 1730–31, vendar je njegova krutost samo prisilila Čukče, da so se bolj močno borili. Cesarica Elizabeta je leta 1742 ukazala genocid Čukčev in Korakov, da bi jih popolnoma izgnala iz rodnih dežel in z vojno izbrisala njihovo kulturo. Naročilo je bilo, da se domorodci »popolnoma iztrebijo«, pri čemer je Pavlucki v tej vojni od 1744–47 spet vodil, in v kateri je kot plen kozakom pridobil, »s pomočjo Vsemogočnega Boga in v dobre sreče Njene cesarske visokosti« čukške moške in zasužnjil ženske in otroke. Vendar so Čukči končali to akcijo in jih prisilili, da so se jim odrekli tako, da so ubili Pavlickija in ga obglavili . Rusi so v letih 1744 in 1753–4 začeli vojne in poboje tudi proti Korakom. Potem ko so Rusi poskušali domorodce prisiliti v krščanstvo, so se različna domača ljudstva, kot so Koraki, Čukči, Itelmeni in Jukagirji združila, da bi v 1740-ih pregnali Ruse iz svoje zemlje, ki je vrhunec doživela v napadu na utrdbo Nižnekamčack leta 1746 . Kamčatka je danes evropska po demografiji in kulturi, saj je le 2,5 % domorodnih, približno 10.000 od prejšnjega števila 150.000, zaradi množičnih pobojev s strani kozakov po aneksiji Itelmenov in Korjakov leta 1697 v prvih desetletjih ruske vladavine. Poleg zagrešitve genocida so kozaki opustošili tudi divjad z zakolom ogromnega števila živali za krzno. 90 % Kamčadalcev in polovica Mansijev je bilo ubitih od 18. do 19. stoletja, hiter genocid avtohtonega prebivalstva pa je privedel do tega, da so bile celotne etnične skupine v celoti izbrisane, to je približno 12 iztrebljenih skupin, ki jih je imenoval Nikolaj Iadrincev 1882 .
Po zahodnem zgodovinarju Jamesu Forsythu so bili Aleutski moški podjarmljeni v prvih 20 letih ruske vladavine, saj so jih Rusi lovili medtem ko so njihove ženske in otroke držali kot ujetnike in sredstvo za ohranjanje tega odnosa.
Oblastniki so v 19. stoletju med Rusi v Sibiriji priznali, da so bili domačini podvrženi množičnemu nasilnemu izkoriščanju in trdili, da bodo situacijo popravili s predlaganimi regionalističnimi politikami.
Rusko kolonizacijo Sibirije in osvojitev njenih avtohtonih ljudstev so primerjali z evropsko kolonizacijo Ameriške in njenih domorodcev, s podobnimi negativnimi vplivi na domorodce in prisvojitvijo njihove zemlje . Slovanski Rusi presegajo vse domorodne narode v Sibiriji in njenih mestih, razen v Republiki Tuvi, slovanski Rusi pa so večina v Burjatiji in  Republiki Altaj. Burjati predstavljajo le 29,51 % prebivalstva svoje republike, Altaji pa le tretjino; Čukči, Evenki, Hanti, Mansi in Neneci so številčno manjšina glede na nedomorodnih 90 %. Domorodce so cesarji in sovjetska politika usmerili v spremembo načina življenja, etnični Rusi pa so dobili domorodne črede in divjad, ki so jih carji in Sovjeti zaplenili. Črede severnih jelenov so bile do konca izumrtja napačno vodene.
Ainu so poudarili, da so bili domorodci Kurilskih otokov in da so bili Japonci in Rusi napadalci. Leta 2004 je majhna skupnost Ainu, ki živi v Kamčatkem kraju, napisala pismo Vladimirju Putinu, v katerem ga poziva, naj ponovno premisli o vsaki potezi, da bi Južne Kurilske otoke podelil Japoncem. V pismu so obtožili Japonce, carske Ruse in Sovjete za zločine proti Ainu, kot sta ubijanje in asimilacija, ter ga tudi pozvali, naj prizna japonski genocid nad ljudstvom Ainu, kar je Putin zavrnil.

### Geografija, aktualni zemljevidi
- Barnes, Ian. Restless Empire: A Historical Atlas of Russia (2015), copies of historic maps
- Catchpole, Brian. A Map History of Russia (Heinemann Educational Publishers, 1974), new topical maps.
- Channon, John, and Robert Hudson. The Penguin historical atlas of Russia (Viking, 1995), new topical maps.
- Chew, Allen F. An atlas of Russian history: eleven centuries of changing borders (Yale UP, 1970), new topical maps.
- Gilbert, Martin. Atlas of Russian history (Oxford UP, 1993), new topical maps.
- Parker, William Henry. An historical geography of Russia (Aldine, 1968).